# Loggia del Mercato Nuovo

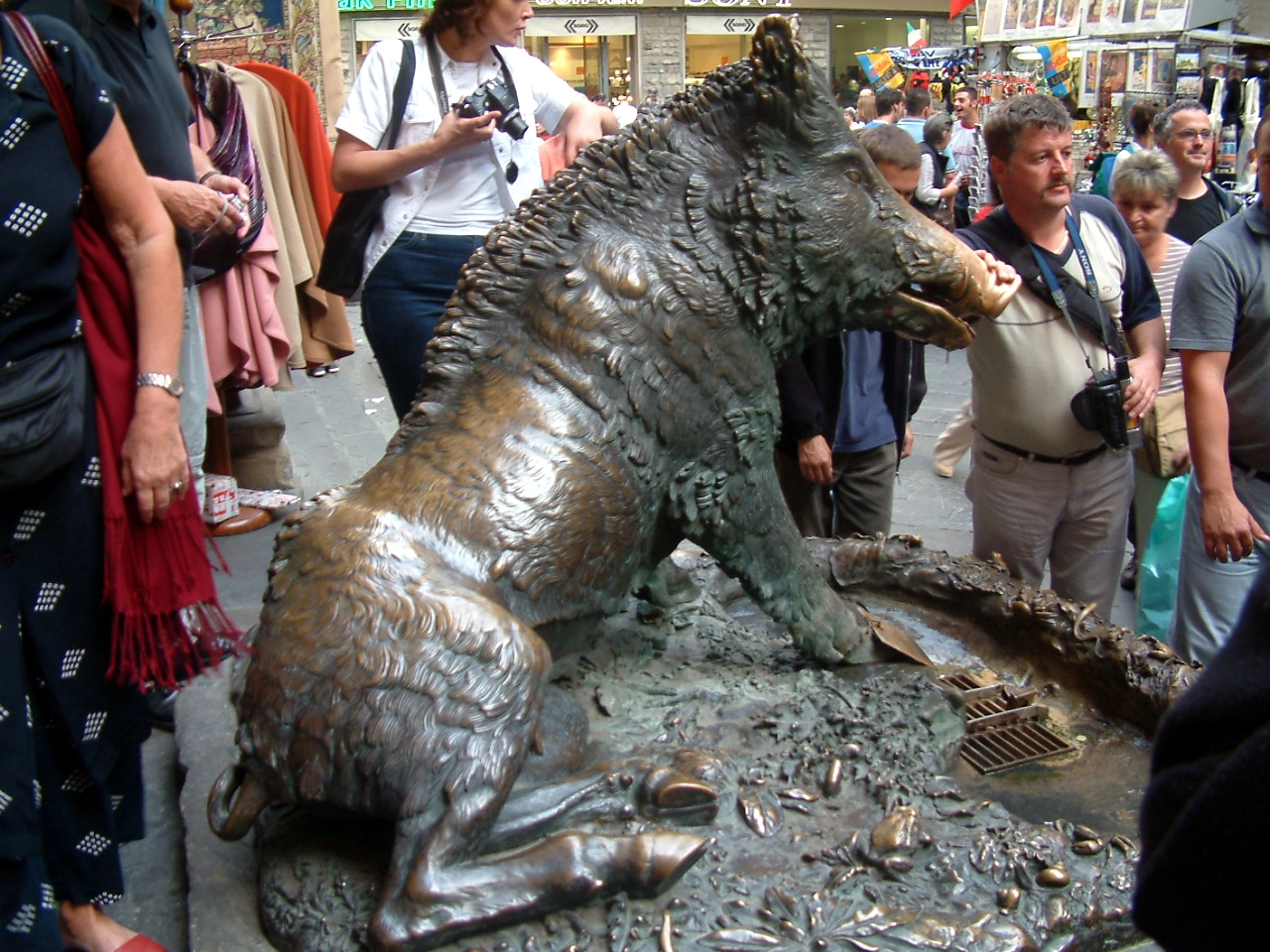
Il Porcellino

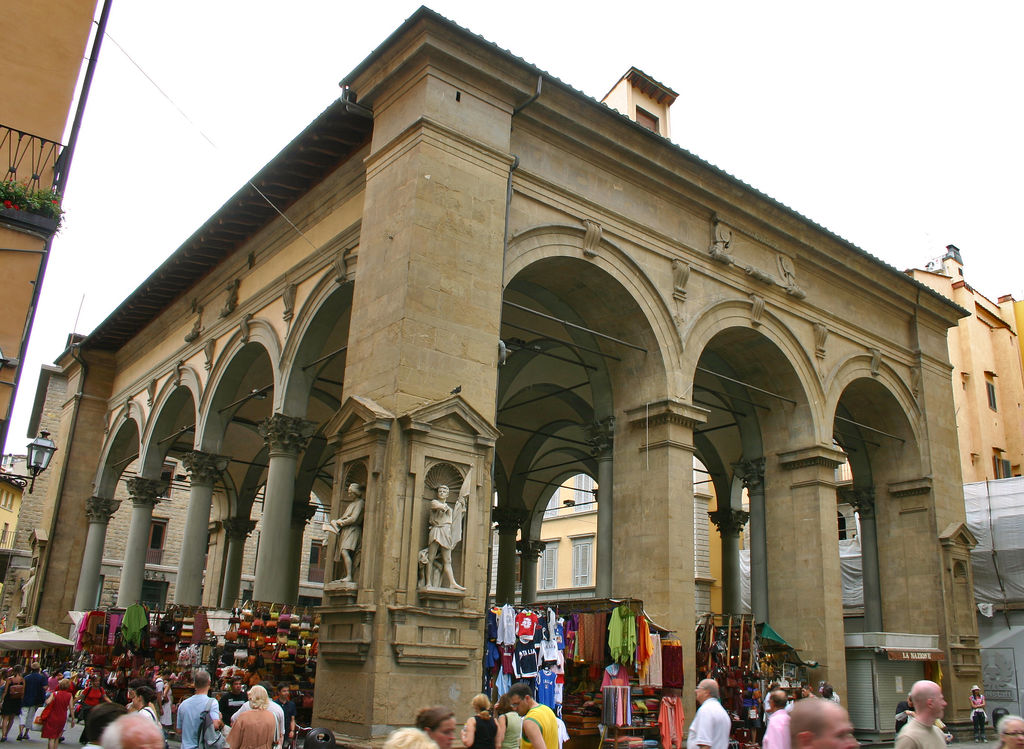
Loggia del Mercato Nuovo

Loggia del Mercato Nuovo nazywana też (Mercato del Porcellino) to florencki targ  zbudowany w połowie XVI wieku według projektu Giovanniego Battisty del Tasso. Trzy nawy czteroprzęsłowej budowli dzielą rzędy kolumn a w niszach na zewnętrznych, narożnych filarach umieszczono posągi osobistości Florencji. Loggia była tradycyjnym miejscem handlu tkaninami i ośrodkiem spotkań finansistów. Znajduje się tu także słynny dzik Il Porcellino rzeźba Pietro Tacca z 1612 r. Jest to kopia antycznej, marmurowej rzeźby. Jego pysk został wytarty do połysku przez turystów wierzących legendzie, która głosi, że potarcie zapewni każdemu powrót do Florencji.